# تنانين (فصيلة فرعية)
التنانين (الاسم العلمي: Draconinae)، هي أسرة من الزواحف تتبع فصيلة العضرفوطيات ضمن رتبة الحرشفيات. وهي أكبر أسر العضرفوطيات إذ تحتوي على 30 جنساً.